# Султан, Дэниэл
Дэ́ниел А́йсом Султан (англ. Daniel Isom Sultan; 9 декабря 1885 — 14 января 1947) — американский генерал-лейтенант, участник мировых войн. Генеральный инспектор Армии США (1945-1947).

## Биография
Родился в 1885 году в Оксфорде (штат Миссисипи). Учился в Университете штата Миссисипи, затем в Военной академии в Вест-Пойнте, которую закончил в 1907 году с распределением в Инженерный корпус армии США.
До Первой мировой войны служил на Филиппинах, отвечал за строительство укреплений на острове Коррехидор. В 1918 году был отправлен во Францию, где служил при штабе американских войск.
В 1929 - 1931 гг. подполковник Д. Султан был назначен руководителем экспедиции Инженерного корпуса армии США в Никарагуа (300 военнослужащих c полевым госпиталем и радиостанцией), оценивавшей возможность строительства Никарагуанского канала. После возвращения в США получил звание полковника.
С 1934 по 1938 годы был комиссаром округа Колумбия. 8 июля 1939 года был произведён в бригадные генералы.
После начала Второй мировой войны командовал 38-й дивизией, а затем VIII корпусом. В 1943 году был переведён на Китайско-Бирманско-Индийский театр военных действий, где стал заместителем командующего генерала Джозефа Стилуэлла. 2 сентября 1944 года Дэниел Султан был произведён в генерал-лейтенанты. 24 октября 1944 года, после отзыва Стилуэлла, Китайско-Бирманско-Индийский ТВД был расформирован; Султан стал командующим американскими силами на Индийско-Бирманском ТВД и возглавил Командование северного боевого района.
14 июля 1945 года Дэниел Султан стал генеральным инспектором Армии США. Занимал этот пост вплоть до своей смерти в 1947 году.

## Память
В честь генерала Султана был назван корабль USNS General Daniel I. Sultan (T-AP-120) (бывший USS Admiral WS Benson).